# Stubičke Toplice
 Stubičke Toplice  falu és község Horvátországban Krapina-Zagorje megyében. Közigazgatásilag Pila, Sljeme és Strmec Stubički tartozik hozzá.

## Fekvése
Zágrábtól 20 km-re északra a Horvát Zagorje területén a Medvednica parkerdő északi lejtői alatt a Vidak és Topličina patakok összefolyásánál a megye déli részén fekszik.

## Története
Stubičke Toplice melegvizes forrásait valószínűleg már a rómaiak is ismerték. Erről tanúskodik az a két Hadrianus császár korabeli pénzérme, amit a medencék ásása közben találtak. A település első írásos említése II. András királynak 1209-ben  kelt oklevelében történt, melyben megerősíti birtokaiban Vratislav ispánt és híveit, egyben kijelöli birtokuk határait. Stubica az ispán egyik legnagyobb birtoka volt, területe a mai Gornja Stubicától Stubički Toplicáig terjedt. A 14. század elején a nagy kiterjedésű susegrad-stubicai uradalom része,  a későbbiekben többször "Teplitz bey Stubicza" alakban szerepel. Közelében zajlott az 1573-as parasztfelkelés végzetes csatája. Ennek emlékére építették a Kapelščak dombon a Szent Katalin kápolnát, melyet 1622-ben említenek először. A település története már évszázadok óta szoros kapcsolatban van termálvízén keresztül a fürdéssel és a gyógyítással. Az első medencét még 1776-ban építették, a fürdő építése azonban csak 1811-ben kezdődött. A fürdő létesítése Maksimilijan Vrhovac püspöknek a horvát kultúra nagy mecénásának az érdeme aki 1806-ban megvásárolta a stubicai uradalmat és megkezdte egy korszerű fürdőkomplexum kiépítését. 1813-ban adományából a Szent Katalin kápolnát is átépítették és ma plébániatemplomként szolgál.
A településnek 1857-ben 289, 1910-ben 538 lakosa volt. Trianonig Zágráb vármegye Stubicai járásához tartozott. Stubičke Toplice község 1993-ban alakult meg. Szent József plébániáját 1994-ben  alapították, plébániatemploma a Szent Katalin templom lett. 2001-ben a falunak 1788, a községnek összesen 2752 lakosa volt.

## Nevezetességei
- Termálvize meglehetősen magas hőfokon nagy mélységből (43-63 °C) tör a felszínre. Összetétele, hatásfoka a nagy hírű Karlovy Vary gyógyvízéhez hasonló, enyhén radioaktív. Stubičke Toplice legnagyobb szállodája a Hotel "Matija Gubec" 220 ággyal, koktélbárral, 250 fős kongresszusi teremmel, 600 férőhelyes zenés étteremmel, nemzetközi konyhával rendelkezik. Gyógyrehabilitációs speciális kórháza Horvátország egyik legismertebb turisztikai gyógyközpontja. A fürdő egész évben fedett és félig fedett medencékkel, szaunákkal, wellness szolgáltatásokkal, kozmetikai és masszázs  szalonokkal várja a látogatókat. Tavasztól őszig nyolc nyitott medence áll rendelkezésre. A gyógyfürdőben hamarosan kezdetét veszi egy 105 millió euró értékű gyógy-turisztikai komplexum építése. A komplexum 125.000 négyzetméternyi területén összesen három (egy öt- és két négycsillagos) szálloda, egy termálvizes wellness- és gyógyfürdő övezet, egy nagy vízi park, valamint egy kongresszusi, kereskedelmi és gyógyító központ kialakítását tervezik.[2]

- 1573-as parasztfelkelés emlékére építették a Kapelščak dombon a Szent Katalin kápolnát, melyet 1622-ben említenek először. A kápolnát 1813-ban Maksimilijan Vrhovac püspök építtette át. 1994-től plébániatemplom, ekkor teljesen megújították, környezetét rendbetették. A templomtól kitűnő kilátás nyílik a Medvednica-hegységre, a Krapina-folyó völgyére és a környező völgyekre.

## Külső hivatkozások
- Stubičke Toplice község honlapja
- Stubičke Toplice turisztikai honlapja
- A rehabilitációs gyógyintézet honlapja
- A Matija Gubec szálloda honlapja